# Reformas de la ortografía búlgara

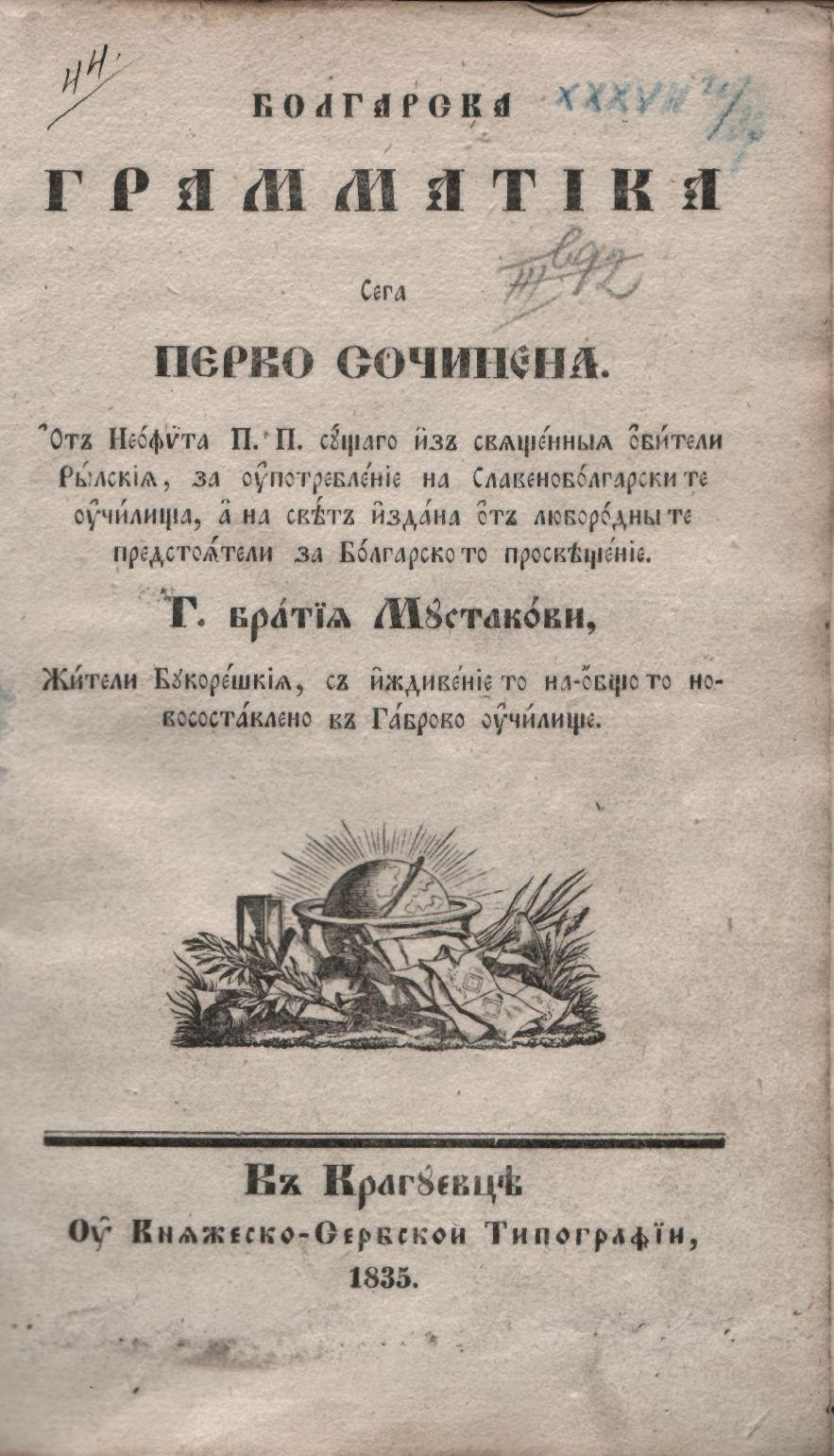
Portada del primer libro de gramática del idioma búlgaro moderno publicado por Neofit Rilski en 1835, escrito en una ortografía no estándar.

Las reformas ortográficas de la ortografía búlgara moderna se utilizaron para simplificar la escritura del idioma búlgaro estándar. 

## Historia
Hasta el siglo XIX, el búlgaro era predominantemente un idioma hablado, sin una forma escrita estandarizada de los dialectos vernáculos. La comunicación formal por escrito usualmente estaba en el idioma eslavo eclesiástico. Durante mucho tiempo, el alfabeto cirílico se asoció principalmente con textos religiosos, y como tal fue más resistente a los cambios. El alfabeto cirílico arcaico del siglo IX desarrollado en el Primer Imperio Búlgaro, contenía 44 letras para 44 sonidos. Sin embargo, para el siglo XIX, el sistema de sonido búlgaro había cambiado y contenía menos sonidos. Varios alfabetos cirílicos con 28 a 44 letras se usaron a principios y mediados del siglo XIX. Eso requería una reforma del alfabeto, que redujera el número de letras. 
El alfabeto ruso impreso comenzó a asumir su forma moderna cuando Pedro I introdujo su reforma del tipo de escritura civil en 1708. La reforma tenía como objetivo simplificar la composición del alfabeto ruso y reemplazar las fuentes eslavas eclesiásticas existentes con patrones similares a los europeos. En las siguientes décadas, el nuevo cirílico ruso continuó desarrollándose, y en el siglo XIX se convirtió en la base de las reformas seguidas por el pueblo búlgaro. Como entonces Bulgaria era parte del Imperio Otomano en 1869, los emigrantes búlgaros fundaron la llamada Sociedad Literaria Búlgara en Brăila, Reino de Rumania, con Marin Drinov como su presidente. En varios artículos examinó problemas de ortografía y gramática del idioma búlgaro. 
En 1878 se fundó un Principado búlgaro distinto. Mientras tanto, hubo varios intentos de estandarizar la ortografía: por el propio Drinov en 1862 y por Nayden Gerov en 1895. Finalmente, un alfabeto con 32 letras, propuesto por Drinov ganó importancia en 1899. Esta reforma eliminó algunas yuses (Ѭ /jɤ/, Ѧ /e/ y Ѩ /je/). Un cierto puente entre los dialectos oriental y occidental de Bulgaria también fue proporcionado por esa ortografía arcaica, que al mismo tiempo oscureció las diferencias entre el búlgaro y el eslavo eclesiástico. Sin embargo, el uso de tal ortografía dificultó la enseñanza del búlgaro. Permaneció en vigor hasta el final de la Segunda Guerra Mundial, con una breve interrupción de 1921-1923. Luego, el gobierno del gabinete de la Unión Nacional Agraria Búlgara introdujo una nueva ortografía búlgara simplificada. Sin embargo, se deshizo después del golpe de Estado del 9 de junio de 1923. 
La última reforma ortográfica importante fue de 1945. Luego, las letras Ѣ, ѣ (llamadas ят "yat") y Ѫ, ѫ (llamadas Голям юс "yus grande"), también se eliminaron del alfabeto, reduciendo el número de letras a 30 Esta reforma ortográfica en la práctica introdujo el principio fonético y acercó el lenguaje escrito a la pronunciación contemporánea. La preparación de la reforma comenzó muchos años antes de su finalización. La reforma se realizó en seis meses, pero su implementación continuó durante 20 años.